# إميل شولتس
إميل شولتس (بالألمانية: Emil Schulz)‏ (25 مايو 1938 – 22 مارس 2010) هو ملاكم ألماني راحل، مثّل بلاده في الألعاب الأولمبية الصيفية 1964.

## روابط خارجية
إميل شولتس على موقع أوليمبيديا (الإنجليزية)